# متحدون من أجل السلام والعدالة
متحدون من أجل السلام والعدالة(UFPJ) هو تحالف يضم أكثر من 1300 منظمة دولية ومقرها الولايات المتحدة تعارض «سياسة حكومتنا الخاصة بالحرب الدائمة وبناء الإمبراطورية».
تأسست المنظمة في أكتوبر 2002 أثناء التحضير لغزو الولايات المتحدة للعراق عام 2003 من قبل عشرات المجموعات بما في ذلك المنظمة الوطنية للمرأة،والمجلس الوطني للكنائس، والعمل من أجل السلام،ولجنة خدمة الأصدقاء الأمريكيين، ومنظمة أصوات سوداء من أجل السلام.ليس باسمنا، عائلات الحادي عشر من سبتمبر من أجل غد سلمي، وقدامى المحاربين من أجل السلام.كان أول عمل مشترك لها هو الاحتجاجات المناهضة للحرب في اليوم العالمي لحقوق الإنسان،10 ديسمبر 2002. كانت البداية المباشرة لـ متحدون من أجل السلام والعدالة هي «متحدون نحن في مسيرة!» التي بدأتها،وحزب الخضر في الولايات المتحدة، وآخرون، الذين نظموا مظاهرة 20 أبريل2002 ضد الغزو الأمريكي لأفغانستان.
ينظم متحدون من أجل السلام والعدالة بشكل أساسي احتجاجات واسعة النطاق.تقسم المجموعة عملها إلى سبع حملات موضوعية: العراق، التجنيد العسكري المضاد، العدالة العالمية، نزع السلاح النووي، فلسطين-إسرائيل، الحريات المدنية - حقوق المهاجرين والتنظيم القائم على الدين.
كان آخر تجمع ومسيرة رئيسية للاتحاد من أجل الصحفيين في واشنطن العاصمة في 27يناير2007.كان من بين المتحدثين المميزين العديد من المشاهير بما في ذلك جين فوندا.
حدث العمل الرئيسي السابق للاتحاد من 24 إلى 26 سبتمبر 2005 في واشنطن العاصمة أطلق على الاحتجاج «إنهاء الحرب على العراق!» في 24 سبتمبر، كانت هناك مسيرة وحشد، برعاية مشتركة مع تحالف الإجابة، تلاها مهرجان.على الرغم من عدم معرفة الأرقام الدقيقة مطلقًا، فقد قدر المنظمون أن مئات الآلاف من الأشخاص حضروا هذه الأحداث؛ وتقول جامعة نيويورك إن 300.000 حضروا المسيرة. في 25 سبتمبر، كانت هناك خدمة عبر الأديان وتدريب على مستوى القاعدة.كان اليوم الأخير،26 سبتمبر، مخصصًا للضغط على الكونغرس وللعمل اللاعنفي المباشر والعصيان المدني.تم القبض على ما يقرب من 370 شخصًا لإغلاقهم مدخل البيت الأبيض، وطالبوا بمقابلة جورج دبليو بوش.

## الاحتجاجات السابقة
تشمل بعض احتجاجات متحدون من أجل السلام والعدالة ما يلي:
- احتجاجها الأول، في 15 فبراير 2003، أمام مقر الأمم المتحدة في مدينة نيويورك بعنوان «العالم يقول لا للحرب».اجتذب الاحتجاج أكثر من 500000 شخص.
- احتجاجها الرئيسي الثاني، الذي عقد في 20 مارس / آذار 2004 لإحياء الذكرى السنوية الأولى للهجوم الأمريكي على العراق.اجتذب الحدث أكثر من 100000 شخص في مدينة نيويورك، بالإضافة إلى ما يقرب من مليوني شخص في 700 مدينة أخرى.
- في عام 2004، أرادت المنظمة عقد تجمع حاشد في الحديقة الكبرى في سنترال بارك ضد استمرار احتلال العراق.رفضت المدينة طلب متحدون من أجل السلام والعدالة للحصول على تصريح، على أساس أن تجمعًا جماهيريًا في الحديقة الكبرى سيكون ضارًا بالعشب، وأن مثل هذه الأضرار ستجعل من الصعب جمع التبرعات الخاصة للحفاظ على الحديقة.اتهم اتحاد الصحفيين من أجل الجميع أن رئيس البلدية مايكل بلومبرج كان على استعداد للسماح بالتجمعات الكبيرة الأخرى في الحديقة الكبرى، لكنه كان يميز ضد المظاهرة من أجل كسب ود الحزب الجمهوري، الذي كان يعقد مؤتمره الذي يعقد كل أربع سنوات في مدينة نيويورك.ومع ذلك، رفضت إحدى المحاكم الطعن الذي تقدم به الاتحاد من أجل رفض منح التصريح.في نهاية المطاف، تم تنظيم الاحتجاج الرئيسي في مكان آخر، يوم الأحد،29 أغسطس،2004، عشية المؤتمر الوطني الجمهوري لعام 2004 في مدينة نيويورك.اجتذب الحدث أكثر من 500000 شخص، وفقًا لصحيفة نيويورك تايمز، وحصل على تغطية رئيسية (بما في ذلك صفحة أمامية عمودية مزدوجة الحجم في نيويورك نيوزداي) في كل صحيفة كبرى.في مارس 2007، صرح نائب مفوض شرطة نيويورك، بول براون، عن احتجاجات اللجنة الوطنية الجمهورية: «كان لديك بالتأكيد 800.000 يوم 29 أغسطس».[6]
- في 27 يناير 2007، تم تنظيم احتجاج على حرب العراق في واشنطن العاصمة بمشاركة ما يقرب من 400000 شخص.

## بيان الوحدة
بيان الوحدة المطول لـ متحدون من أجل السلام والعدالة، الذي تم اعتماده كعمل قيد التقدم في مؤتمر الاستراتيجية الوطنية متحدون من أجل السلام والعدالة في يونيو2003 ويتلقى أحيانًا تحديثات طفيفة لتعكس الأحداث العالمية، يبدأ بتأكيد معارضتهم لـ «حروب العدوان الوقائية التي شنتها إدارة بوش» و «حملة توسيع السيطرة الأمريكية على الدول الأخرى وتجريدنا من حقوقنا في الداخل تحت غطاء مكافحة الإرهاب ونشر الديمقراطية».ثم يردد صدى خطاب ليس باسمنا (الذي تأسس قبل ستة أشهر وكان هو نفسه عضوًا في متحدون من أجل السلام والعدالة) قائلاً: «نحن نقول لا لاستخدام [الولايات المتحدة] للحرب والعنصرية لتركيز السلطة في أيدي القلة، في الداخل وخارجها».
ويمضي في الدعوة إلى «حركة جماهيرية واسعة من أجل السلام والعدالة»، وعلى وجه الخصوص، من أجل «الحل السلمي للنزاعات بين الدول؛ واحترام السيادة الوطنية،والقانون الدولي، والإعلان العالمي لحقوق الإنسان؛ والدفاع والتمديد. الحريات الديمقراطية الأساسية للجميع؛ والعدالة الاجتماعية والاقتصادية؛ واستخدام الإنفاق العام لتلبية الاحتياجات البشرية والبيئية».
ويضع الاتحاد صراحةً نفسه على أنه ليس منظمة ذات موضوع واحد: «نحن نتصور الاتحاد باعتباره تحالفًا لبناء الحركة ينسق ويدعم عمل المجموعات القائمة ويبني الروابط والتضامن حيث لا يوجد أي منهما.سوف نربط الحروب في الخارج بالهجمات في الداخل، والعسكرة الأمريكية بالمصالح الاقتصادية للشركات التي تخدمها».
ويحدد البيان القصد من اتباع هذه المبادئ داخليًا إلى الاتحاد من أجل المساواة بين الجنسين وتمكين الصحفيين نفسه: «سنولي اهتمامًا خاصًا في جميع جوانب عملنا لإدماج وقيادة الفئات المستهدفة التي تتحمل وطأة تأثير الحرب في الداخل، مثل الأشخاص الملونين،الشباب والنساء والعمال.سنكون استباقيين في معالجة ديناميات السلطة الداخلية داخل حركتنا...» علاوة على ذلك، تتعهد المجموعة باللاعنف.
يتواصل البيان بانتقاد سلوك حكومة الولايات المتحدة، قبل كل شيء، فيما يتعلق بتبرير وإعداد وتنفيذ غزو العراق عام 2003 والاحتلال اللاحق، بما في ذلك انتقاد وسائل الإعلام والحزب الديمقراطي "لرفضهما".لتحديهم ".يجادل بأن "الحرب على العراق كانت الحافة الرائدة في حملة لا هوادة فيها للإمبراطورية الأمريكية...[e] استغلال مأساة 11 سبتمبر 2001..." لهذا الغرض و "لفرض سياسات اليمين في الوطن تحت غطاء محاربة الإرهاب ".
ثم تم توسيع النقد ليشمل الكثير من السياسة الخارجية للولايات المتحدة، وسياسة الأسلحة النووية، والتنميط العرقي، واحتجاز المهاجرين، وغيرها من الانتهاكات في تطبيق القانون المحلي، مع تحديد قانون الوطنية الأمريكي وقانون الوطنية الثاني «الأكثر قسوة».كما أنه يهاجم الضرر الذي ألحقته ميزانية الحرب و «التخفيضات الضريبية للأثرياء» بالبرامج المحلية مثل برنامج مدیکید وحتى مزايا المحاربين القدامى، ثم تنص على أن «المجندين العسكريين يستهدفون بشدة الطلاب ذوي الدخل المنخفض، ومعظمهم من الملونين، الذين، لأنهم محرومون من الوصول إلى المدارس الجيدة والوظائف اللائقة، لديهم بدائل قليلة للفقر أو السجن بخلاف الالتحاق بالجيش».

## نقد
وادعى أحد المنتقدين أن الاتحاد من أجل الحرية والعدالة يدعم بشكل مفرط الحزب الديمقراطي. ومع ذلك، فقد رعت متحدون من أجل السلام والعدالة احتجاجات خارج المؤتمر الوطني الديمقراطي في يوليو 2004، داعية إلى «الرفض القاطع للقيادة الديمقراطية التي دعمت الحرب». في عام 2006، شارك الاتحاد والعديد من مجموعاته الأعضاء في حملة الناخبين من أجل السلام، وهو تعهد ينص على ما يلي: «سأصوت فقط أو أدعم المرشحين الفيدراليين الذين يلتزمون علنًا بإنهاء سريع لحرب العراق، ومنع» حروب عدوانية«في المستقبل».
وانتقد ناقد آخر التسلسل الهرمي، كما يراه، داخل القيادة القائمة في مدينة نيويورك لـ متحدون من أجل السلام والعدالة.كما ذكر أنه «يجب فرض حدود الفترة الزمنية إذا كان مكتب المنسق الوطني [ل متحدون من أجل السلام والعدالة] سيستمر».

## «لا انتخابات مسروقة!» الحملة الانتخابية
في سبتمبر 2004، انضمت متحدون من أجل السلام والعدالة إلى مؤسسة شجرة الحرية للثورة الديمقراطية وكود بينك والتبادل العالمي لإطلاق حملة «لا انتخابات مسروقة!».تمت دعوة المشاركين للانضمام إلى التوقيع على تعهد بدأ، «أتذكر الانتخابات الرئاسية المسروقة لعام 2000 وأنا على استعداد لاتخاذ إجراء في عام 2004 إذا تمت سرقة الانتخابات مرة أخرى».صرحت الحملة بأنها ستجهز لاحتجاجات واسعة النطاق وعصيان مدني في حالة حدوث تزوير كبير في انتخابات 2004.في 3 تشرين الثاني (نوفمبر)، تظاهر عشرات الآلاف في أكثر من 80 مدينة، واحتجوا على قمع مزعوم للأصوات ومخالفات ميكانيكية في أوهايو وولايات أخرى.

## خلاف حاد مع الإجابة
على الرغم من أن متحدون من أجل السلام والعدالة عمل مع تحالف الإجابة لوقف الحرب لبناء مسيرة 24 سبتمبر 2005 في واشنطن العاصمة، إلا أنه بحلول ديسمبر 2005، كانت المجموعتان قد اندلعتا بشكل نهائي.ورد في بيان صدر في ديسمبر 2005 عن اتحاد الصحفيين الدوليين أن "التعامل مع تحالف الإجابة لوقف الحرب...[كان]...جانبًا صعبًا ومثيرًا للجدل من عملنا"، وأن الاتحاد "قرر عدم تنسيق العمل مع تحالف الإجابة لوقف الحرب مرة أخرى على المستوى الوطني." تناقش الوثيقة الأحداث التي أحاطت بتجمع 24 سبتمبر، واتهامات بأن الإجابة "انتهكت شروط اتفاقنا بطرق أثرت بشكل جوهري وسلبي على رسالة 24 سبتمبر وتأثيرها".الحركة المناهضة للحرب ولكنها حدت تمامًا أو منعت تمامًا مشاركة الآخرين،"ويوضح،" لم يكن لدينا توافق في الآراء "بشأن قرار عدم العمل مع تحالف الإجابة لوقف الحرب، ولكن كان لدينا" أكثر من ثلثي الأغلبية العظمى...نحن لا نقدم توصيات أو تفويضات بشأن هذه المسألة لمجموعات أعضاء متحدون من أجل السلام والعدالة في المنطقة المحلية أو القائمة على الدوائر الانتخابية..." 
ورد الرد بالقول إن «اتحاد القوى الشعبية أعلن على الملأ نيته تقسيم الحركة»، واتهم الاتحاد «بهجوم كاذب وقبيح على تحالف الإجابة»، والقيام بذلك لأسباب «تافهة ومثيرة للدهشة».إلى جانب تقديم روايتهم الخاصة للأحداث المحيطة بـ 24سبتمبر، يشير بيان تحالف الإجابة لوقف الحرب إلى بعض الاختلافات الأقل تافهة بين المجموعات: فقد انتقدوا متحدون من أجل السلام والعدالة لاستعداده لاحتضان حتى السياسيين المعتدلين، مثل جون مورثا، الذين استاءوا من الحرب، بينما الإجابة «يعتبر أنه من الضار محاولة تكييف رسالة الحركة التقدمية لإرضاء الدعم الذي طال انتظاره لكن الخيالي من السياسيين».